# Grötschenreuth

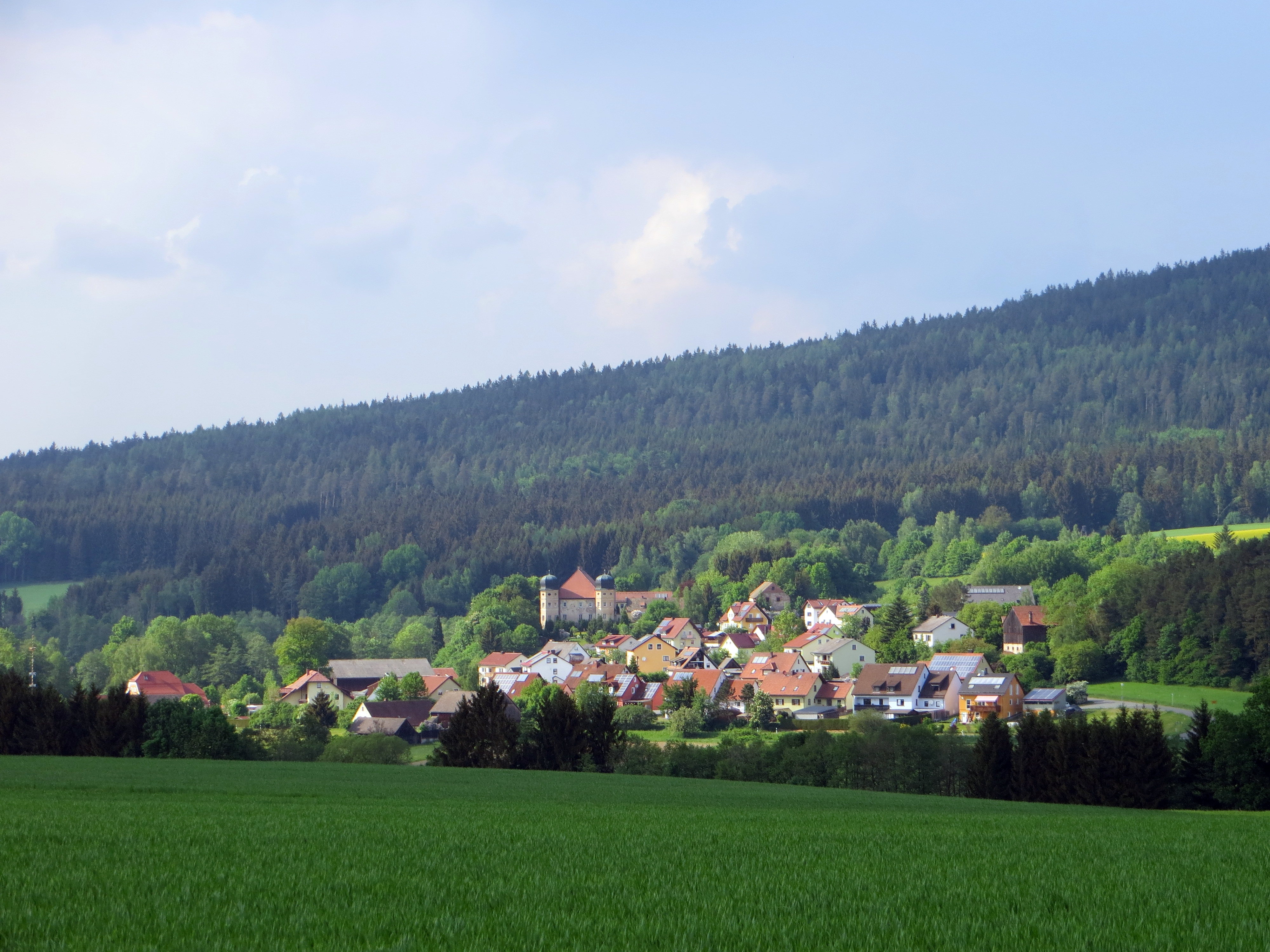
Blick auf Grötschenreuth mit Schloss, im Hintergrund steigt der Steinwald empor

Grötschenreuth (bairisch: Griatscharad) liegt auf ca. 475 m NHN im Tal der Fichtelnaab und ist mit etwa 200 Einwohnern ein Stadtteil von Erbendorf. Auf einer Erhebung im Ort befindet sich ein altes Schloss. Der Weiler Frauenberg, auch Obergrötschenreuth genannt, gehört zum Ort.

## Geschichte
Die erste urkundliche Erwähnung erfolgte 1109. Grötschenreuth wurde neben weiteren 29 Ortschaften als Schenkung an das Kloster Weißenohe aufgeführt. Dies bestätigte am 14. April 1205 der römisch-deutsche König Philipp, als er das Kloster in Schutz nahm. 
Informationen zur Geschichte des Ortes und des Hammerwerks kann man aus dem Leuchtenbergischen Lehenbuch entnehmen. Danach waren der Ort Grötschenreuth und das dortige Hammerwerk bereits 1362 leuchtenbergisches Lehen. 1387 gründete der Grötschenreuther Hammerherr Otto Heyden zusammen mit einigen anderen Hammerherren die erste Hammereinung. Im 14. und 15. Jahrhundert war in Grötschenreuth ein Schienhammer (Hammerwerk, das sein Eisen selbst durch Erzeinschmelzung herstellte) in Betrieb. 1400 wurde Grötschenreuth als Zubehör des Ritterlehens Siegritz mit den Hämmern Hopfau und Grötschenreuth genannt. 1467 vergab der Landgraf Friedrich V. das Dorf und den Hammer an Nikolaus Pfreimdner. Das Hammerwerk zu Grötschenreuth wurde 1579 Christoph von Rotschütz übergeben. Hans Georg Steinhauser erwarb 1605 den Ort Grötschenreuth und den Hammer, der als „öde stehend“ bezeichnet wurde. Dies war zugleich die letzte Erwähnung des Hammerwerks Grötschenreuth. Um 1611 wurde das noch bestehende Schloss Grötschenreuth als Nachfolgebau von Burg Frauenberg errichtet. Im Dreißigjährigen Krieg und in den beiden Weltkriegen wurde das Schloss leicht beschädigt. 
Seit dem 15. Jahrhundert war der Schienhammer nicht mehr in Betrieb. 1800 kaufte Reichenberger den Hammer. Der Hammer wurde durch einen Drahthammer ersetzt, von dem 1849 berichtet wurde: „[...]nemlich in Gretschenreuth eine bedeutende Trahtfabrik, sogar die berimste in Baiern mit 27 Mann Arbeiter“. J. Martin Reichenberger erfand 1865 die Verzinkung des Eisendrahtes für die Telegrafie. 
Ab 1822 war Grötschenreuth kein Lehen mehr und freies Eigentum.
Am 1. Januar 1972 wurde Grötschenreuth in die Stadt Erbendorf eingegliedert.
Grötschenreuth ist der Geburtsort von Philomena Reichenberger, der Mutter von Max Reger, die am 12. Oktober 1871 Josef Reger (1847–1905) in Ebnath heiratete.